# Lösungsorientierter Ansatz in der Sozialpädagogik
Der Lösungsorientierte Ansatz in der Sozialarbeit basiert auf den Ideen der Lösungsorientierten Kurztherapie von Steve de Shazer und Insoo Kim Berg. Es handelt sich dabei um die Anwendung der Erkenntnisse, der Haltung und Methoden der Lösungsorientierten Kurzzeittherapie auf die Arbeit in sozialpädagogischen Einrichtungen.

## Geschichte
Entsprungen ist die Idee des lösungsorientierten Ansatzes Kaspar und Marianne Bäschlin, die viele Jahre in der Schweiz eine Werkschule für männliche Jugendliche geführt haben. Nachdem sie Steve de Shazer und Insoo Kim Berg kennengelernt hatten, versuchten sie, die Ideen, Prinzipien und Techniken der Lösungsorientierung – oder Lösungsfokussierung, wie sie auch genannt wird – für die Arbeit im sozialpädagogischen Bereich passend zu machen. Was mit dem Versuch in dieser einen Werkschule begann, führte schließlich über die Jahre und durch den Einsatz von Kaspar und Marianne Bäschlin dazu, dass der lösungsorientierte Ansatz in der Schweiz einige Bekanntheit in Fachkreisen erlangte und inzwischen einige sozialpädagogische Einrichtungen nach diesem Ansatz arbeiten und sich auch andere Fachkreise wie Sozialarbeiter, Lehrer, Heilpädagogen und Psychiatriepfleger dafür interessieren und ihn auch anwenden.

## Die lösungsorientierte Haltung
Die Fähigkeit, eine lösungsorientierte Haltung gegenüber anderen Menschen einzunehmen, ist (mit-)entscheidend bei der Anwendung des lösungsorientierten Ansatzes. Dies beinhaltet folgende Punkte:
- Positives Menschenbild
- Wertschätzende Haltung
- Nicht-Wissen
- Fragen statt sagen
- Die Klienten geben die Ziele vor
- Ressourcen und Fähigkeiten erkennen, auf das Gelingen fokussieren
- Mit dem Klienten sprechen, statt über ihn
- Hoffnung kreieren
- Mut zusprechen

## Annahmen
Folgende Annahmen bilden – neben der lösungsorientierten Haltung – die Ausgangslage für die Arbeit mit den Klienten:
1. Probleme sind Herausforderungen, die jeder Mensch auf seine ganz persönliche Art zu bewältigen sucht.
2. Alle Menschen haben Ressourcen, um ihr Leben zu gestalten. In eigener Sache ist der Einzelne kundig und kompetent. Der Klient ist der Experte für das eigene Leben.
3. Menschen können nicht „nicht kooperieren“. Jede Reaktion ist eine Form von Kooperation (auch das, was wir als Widerstand wahrnehmen).
4. Nichts ist immer gleich. Ausnahmen deuten auf Lösungen hin.
5. Menschen beeinflussen sich gegenseitig. Sie kooperieren eher und ändern sich leichter in einem Umfeld, das ihre Stärken und Fähigkeiten unterstützt.
6. Es ist nützlich, dem Klienten genau zuzuhören und ernst zu nehmen, was er sagt. Wir sind versucht, zwischen den Zeilen zu lesen, aber dort hat es nichts.
7. Es ist hilfreich, sich am Gelingen in der Gegenwart zu orientieren und davon kleine Schritte für die Zukunft abzuleiten.
8. Mit etwas aufzuhören, etwas zu stoppen ist die schwierigste Form der Veränderung. Etwas Neues zu beginnen ist viel leichter und macht mehr Spaß.
9. Man muss das Problem nicht kennen und analysieren, um eine Lösung zu finden.
10. Was wir bekämpfen, verstärken wir.
11. Hinter jedem Vorwurf und jeder Klage steckt ein Wunsch, den es sich aufzuspüren lohnt.